# نجا نخروبية
نجا نخروبية (الاسم العلمي:Najas faveolata) هي نوع من النباتات تتبع جنس النجا من فصيلة الحب المائية.